# Karl Ernst von Baer
Pour les articles homonymes, voir Baer.
Karl Ernst Ritter von Baer, Edler von Huthorn est un Allemand de la Baltique, sujet de l'Empire russe, biologiste père de l’embryologie et découvreur de l'ovule. Il est né le 17 février 1792 à Piibe (gouvernement d'Estland, actuelle  Estonie) et mort le 26 novembre 1876 à Dorpat (Tartu, actuelle Estonie).

## Biographie

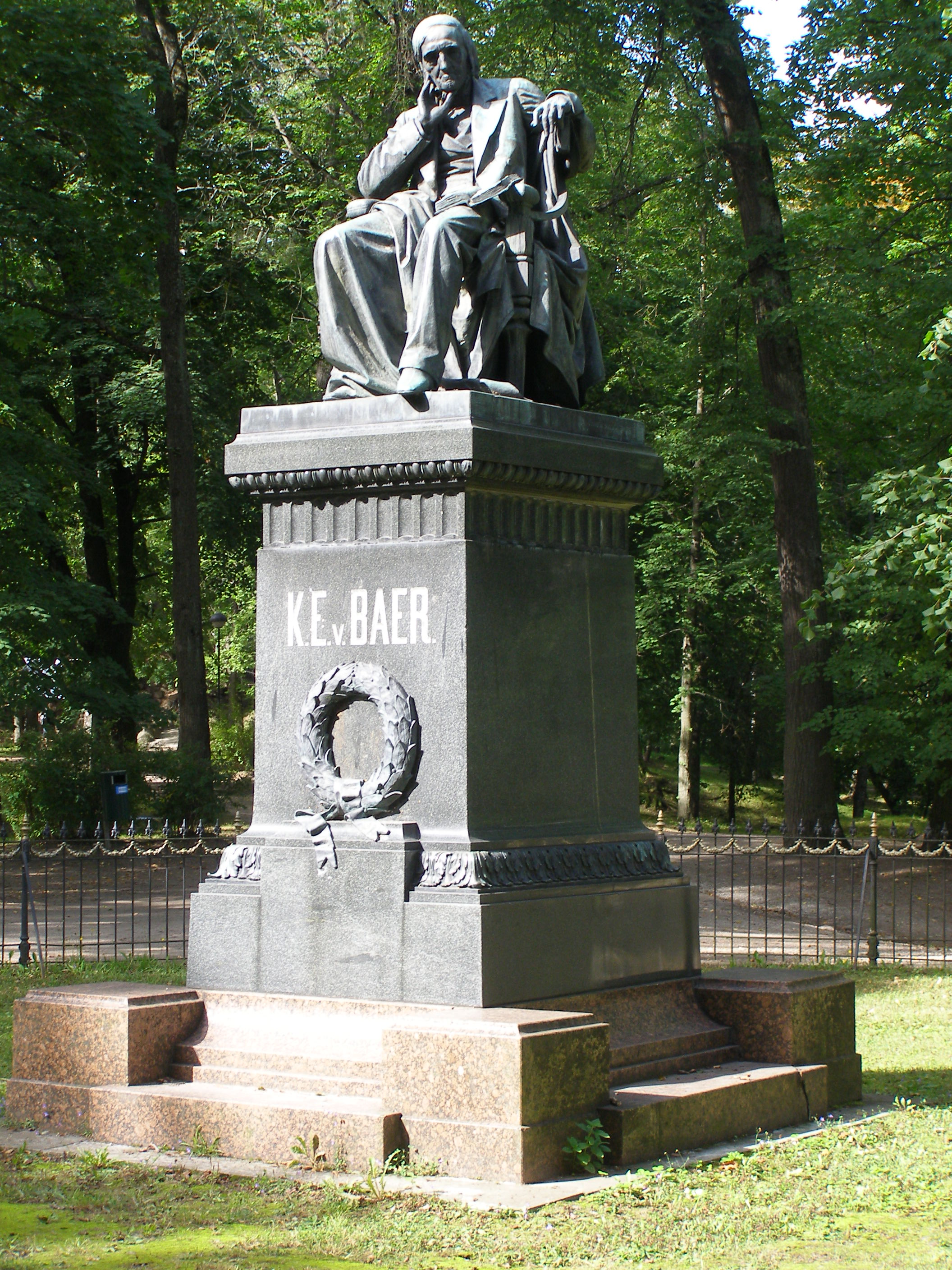
Statue de Karl Ernst von Baer à Tartu d'Alexandre Opékouchine (1886).

Ses ancêtres venaient de Westphalie. Il fait ses études à Revel et à l'université de Dorpat, ainsi qu'à Berlin, Vienne et Wurtzbourg.
En 1817, il devient professeur assistant à l'université de Königsberg, professeur de zoologie en 1821, puis d'anatomie en 1826.

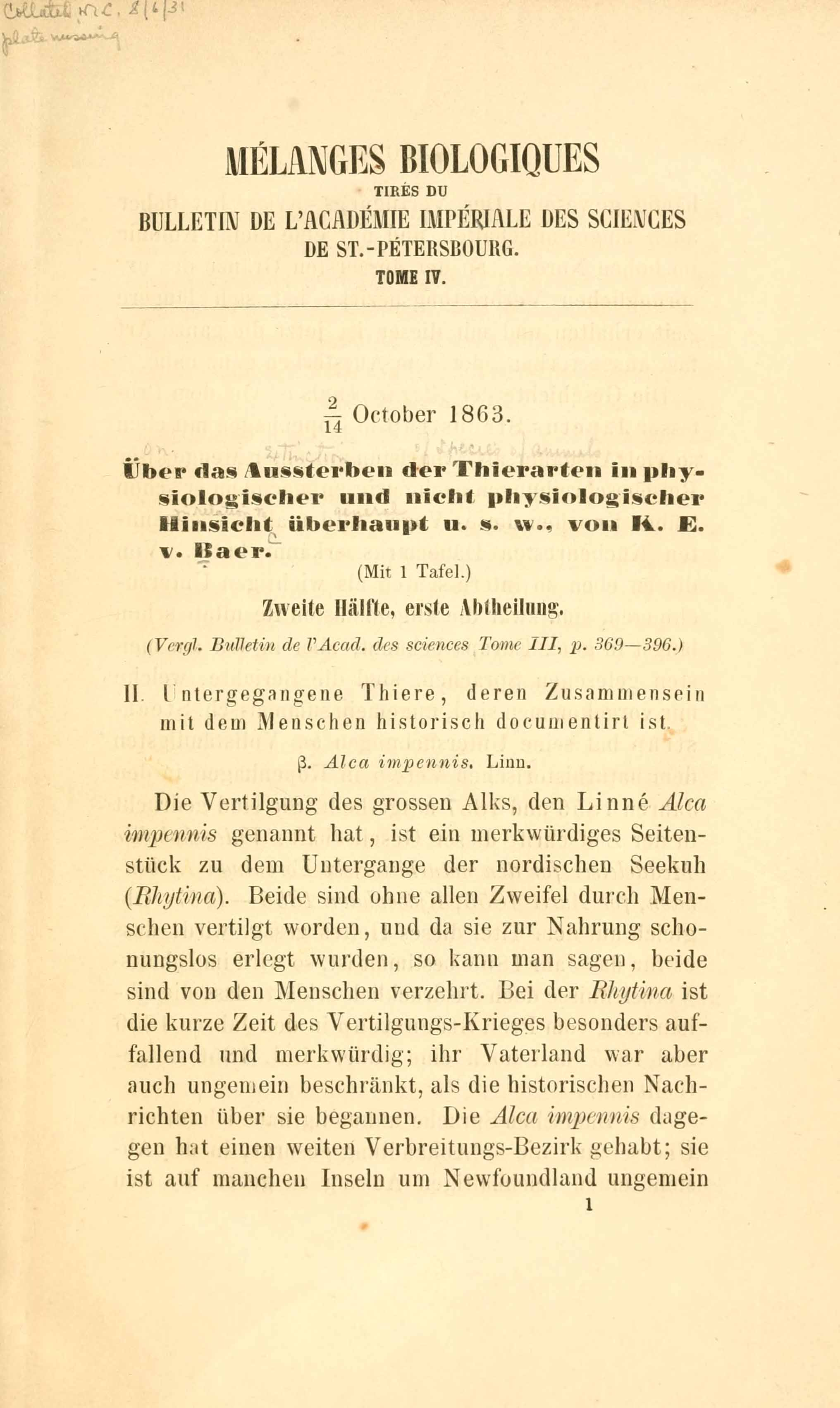
Über das Aussterben der Thierarten in physiologischer und nicht physiologischer Hinsicht überhaupt, 1863.

En 1829, il s'installe brièvement à Saint-Pétersbourg avant de revenir à Königsberg. En 1834, il s'établit à Saint-Pétersbourg et rejoint l'Académie des sciences, d'abord en zoologie (de 1834 à 1846) puis en physiologie (de 1846 à 1862). Il dirige le 2e département de la Bibliothèque de l'Académie des sciences de Russie de 1835 à 1862.
Il s'intéresse à de nombreux sujets comme l'anatomie, l'ichtyologie, l'ethnologie, l'anthropologie et la géographie. C'est le cofondateur et le premier président de la Société entomologique de Russie.
Il passe la fin de sa vie à Dorpat où il est l'un des critiques les plus virulents des théories darwiniennes.
C'est son portrait qui est représenté sur les billets de 2 couronnes estoniennes du début des années 1990.

## Contributions scientifiques

### Embryologie
En 1827, il fait une découverte essentielle pour l'embryologie : il découvre l'ovule des mammifères, découverte qui concerne notamment l'espèce humaine. En 1827, Karl Ernst von Baer publie pour l'Académie des sciences de Saint-Pétersbourg le résultat de ses recherches et sa découverte de l'ovule des mammifères dans un ouvrage en latin intitulé Ovi Mammalium et Hominis genesi, édité à Leipzig
Il étudie particulièrement le développement embryonnaire des animaux, découvrant les différents stades de la blastula et de la notochorde. Poursuivant les travaux de Caspar Friedrich Wolff (1734-1794), il décrit avec Christian Heinrich von Pander (1794-1865) le développement de l'embryon à partir de feuillets (ou couches) embryonnaires. Il est à l'origine de la loi de von Baer spécifiant que les caractères embryonnaires qui sont communs à plusieurs taxons animaux apparaissent plus précocement que les caractères distinctifs de ces taxons.
Son livre, Über Entwicklungsgeschichte der Tiere, publié en 1828, marque la fondation de l’embryologie comparée.

### Géographie, pergélisol

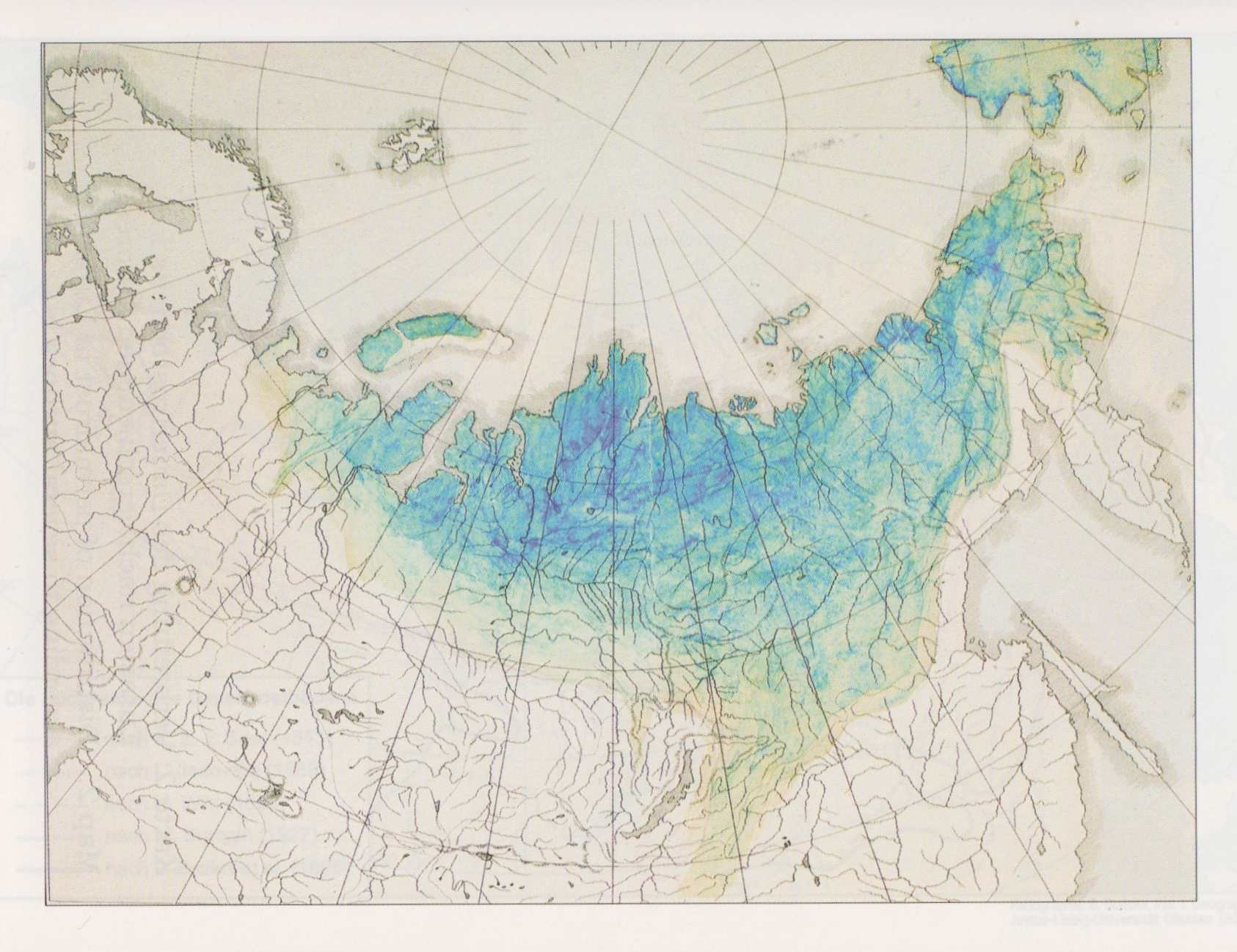
Occurrences et limite sud du pergélisol selon Karl Ernst von Baer, 1843.

Pendant son séjour en Russie, Karl Ernst von Baer s'est engagé dans de nombreuses recherches sur le terrain, y compris l'exploration de l'île de Nouvelle Zemble. Grâce à ses voyages de recherche, l'enquête scientifique sur le pergélisol a commencé en Russie. Baer a noté l'importance de la recherche sur le pergélisol avant même 1837 sur la base d'observations géothermiques d'un puits de 116,7 m de profondeur à Iakoutsk. À la fin des années 1830, il recommande donc d'envoyer une expédition pour explorer le pergélisol en Sibérie et suggère Alexander von Middendorff comme chef. Les instructions d'expédition écrites pour lui comprenaient plus de 200 pages. Baer a résumé ses connaissances en 1842/43 sous le titre « Materialien zur Kenntniss des unvergänglichen Boden-Eises in Sibirien » dans un texte dactylographié prêt à imprimer. C’est le premier manuel du pergélisol au monde, conçue comme un ouvrage complet ; mais il est resté perdu pendant environ 150 ans. Baer a dessiné une carte de la frontière sud du pergélisol en Eurasie. En 2001, la découverte et la publication annotée du tapuscrit de 1843 dans les archives de la bibliothèque universitaire de Gießen a fait sensation dans la communauté scientifique. L'ouvrage est fascinant à lire, car les observations de Baer sur la répartition du pergélisol et ses descriptions morphologiques périglaciaires sont encore largement correctes aujourd'hui, aussi la carte du pergélisol en Eurasie dessinée par Baer.
En Amérique du Nord, la recherche sur le pergélisol n'a commencé qu'après la Seconde Guerre mondiale. On s'est rendu compte que la compréhension du sol gelé et du pergélisol sont des facteurs essentiels dans les zones stratégiques du Nord pour la construction de plus de 30 stations radar (ligne DEW) pendant la guerre froide.
Baer est également l'auteur de la loi de Baer (non confirmée) en géomorphologie.

## Honneurs
Il est lauréat de la Médaille Copley en 1867. Karl Ernst von Baer est devenu membre étranger de la Royal Society le 15 juin 1854. Il est devenu membre étranger de l'Académie royale néerlandaise des arts et des sciences et en 1849 membre honoraire de Académie américaine des arts et des sciences.
Le musée Baer lui est dédié.
Parmi ses étudiants, l'on peut distinguer le zoologiste Adolph Grube.